# Ernst-August Behrens
Ernst-August Behrens (* 11. Mai 1915 in Berlin; † 1. Dezember 2000) war ein deutscher Mathematiker und Hochschullehrer in Hamburg.

## Leben
Behrens studierte ab 1934 an der Friedrich-Schiller-Universität Jena und der Universität Hamburg Mathematik. 1935 wurde er Mitglied des Corps Guestphalia Jena. Mit einer Doktorarbeit bei Erich Hecke wurde er 1940 zum Dr. phil. promoviert. An der Universität Hamburg war er seit 1947 Lehrbeauftragter und von 1948 bis 1951 wissenschaftlicher Assistent bei Max Deuring. Bei ihm habilitierte er sich in Reiner Mathematik. Nach der Umhabilitation an die Johann Wolfgang Goethe-Universität Frankfurt am Main (1951) war er Diätendozent. Er wurde 1957 in Frankfurt apl. Professor und 1971 o. Professor. 1978 wurde er emeritiert. Gastprofessor war er 1966/67 an der Michigan State University und in einer Sondervereinbarung von 1968 bis 1980 an der McMaster University. 1962 hielt er einen Vortrag auf dem Internationalen Mathematikerkongress in Stockholm.